# Haplorchis taichui
Haplorchis taichui  es una especie de trematodo digenético parásito de los seres humanos, propio de las Filipinas.
El oxiresveratrol, un estilbenoide encontrado en los extractos de Artocarpus lakoocha es eficaz contra H. taichui.